# Perriers-la-Campagne
Perriers-la-Campagne is een plaats en voormalige gemeente in het Franse departement Eure in de regio Normandië en maakt deel uit van het arrondissement Bernay. De plaats telde 395 inwoners op 1 januari 2018.

## Geschiedenis
Perriers-la-Campagne maakte deel uit van het kanton Bernay tot de gemeente op 22 maart 2015 werd overgeheveld naar het kanton Brionne.
Perriers-la-Campagne is op 1 januari 2017 gefuseerd met de gemeenten Carsix, Fontaine-la-Soret en Nassandres tot de gemeente Nassandres sur Risle. 

## Geografie
De oppervlakte van Perriers-la-Campagne bedraagt 4,47 vierkante kilometer; Op 1 januari 2018 was de bevolkingsdichtheid 88,4 inwoners per km².
De onderstaande kaart toont de ligging van Perriers-la-Campagne met de belangrijkste infrastructuur en aangrenzende gemeenten.

## Demografie
Onderstaande figuur toont het verloop van het inwonertal.
Carsix · Fontaine-la-Soret · Nassandres · Perriers-la-Campagne